# 青城山古建筑群
青城山古建築群是四川省成都市都江堰市青城山上的道教建筑群，包括天師洞、朝陽洞、真武宮、圓明宮、玉清宮、五洞天及接仙橋、天然圖畫、上清宮、山蔭亭、凝翠橋10處文物點。始建于晋代，现存建筑多为清至民国重建。其建筑选址、布局均体现道教思想特色，结合山水特点和地势变化，布局灵活，又具有浓厚的四川民居风味。
2007年6月1日公佈為四川省第七批文物保護單位。2013年3月5日列為第七批全國重點文物保護單位。保護範圍为各文物點占地範圍外延20米，建設控制地帶为各文物點保護範圍外延30米。

## 图片

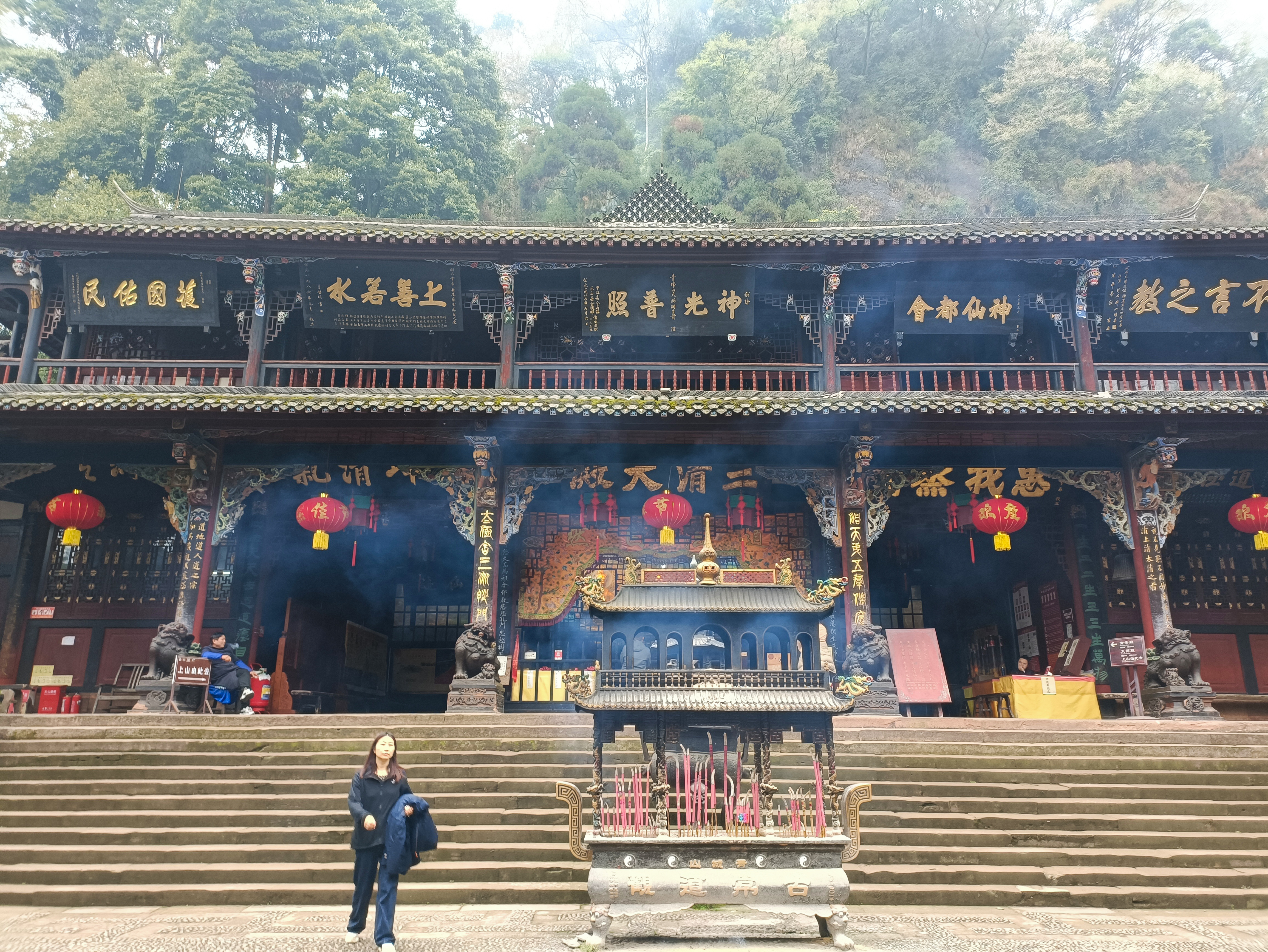
天师洞三清殿
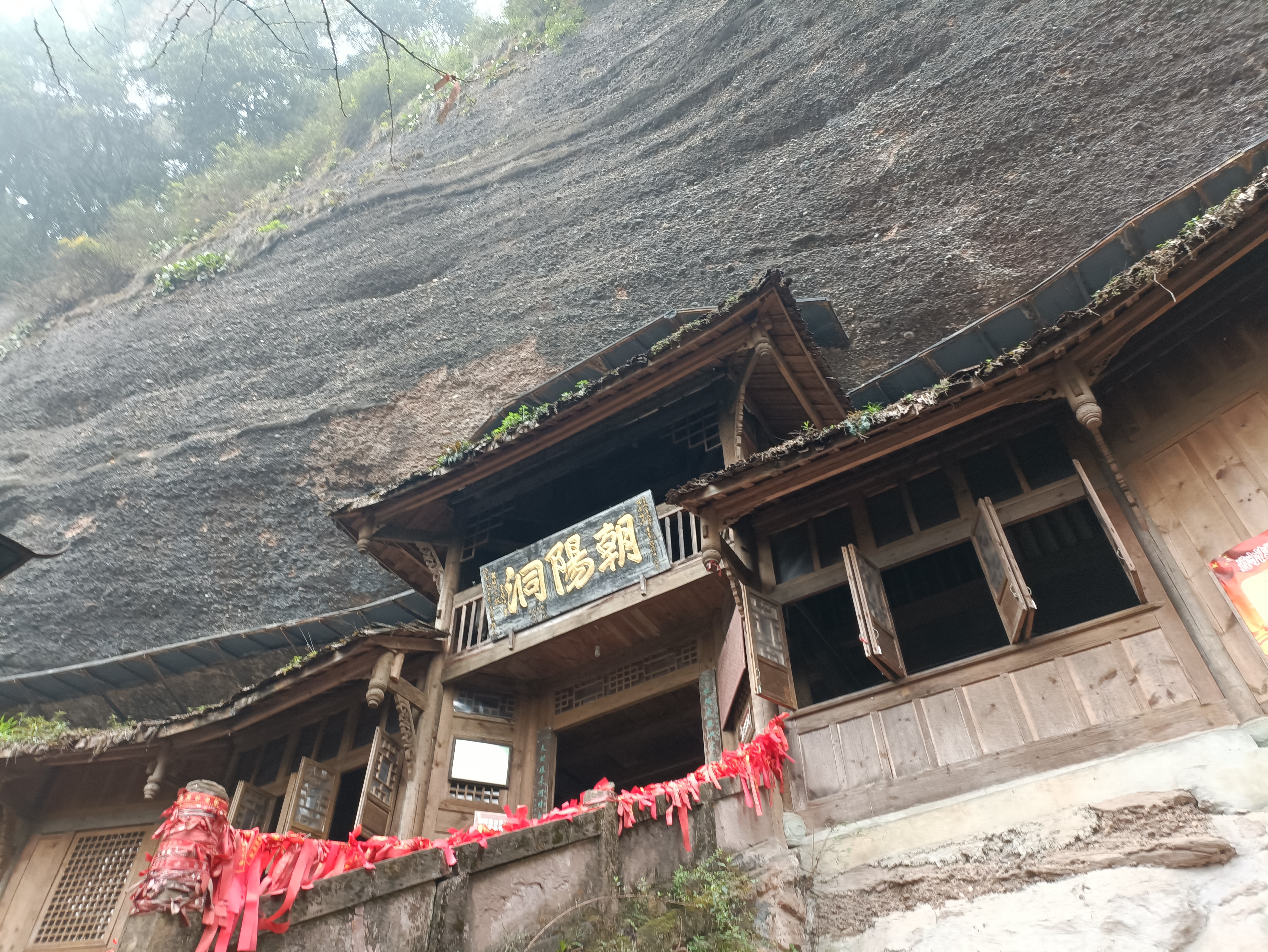
朝阳洞
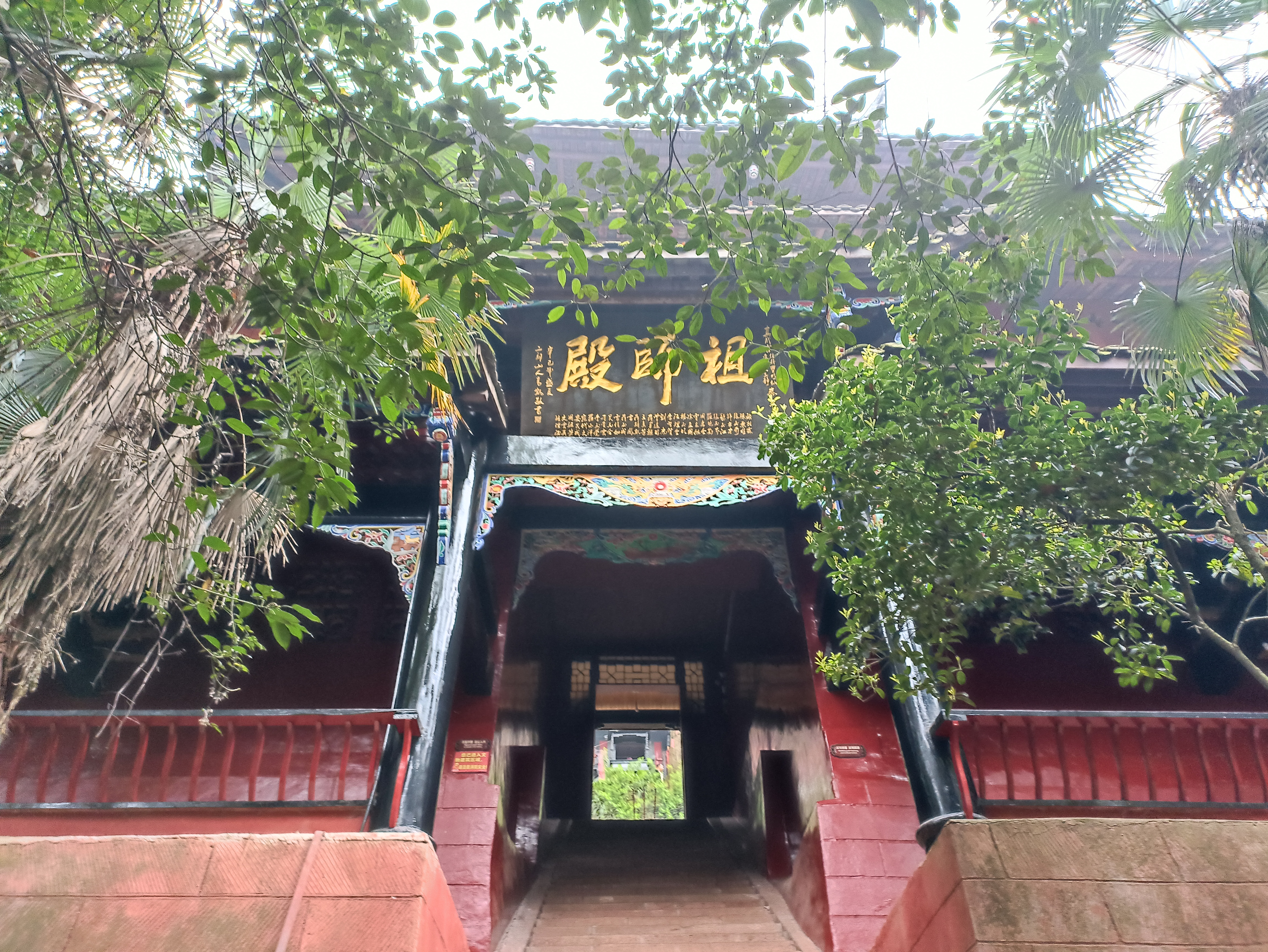
真武宫山门
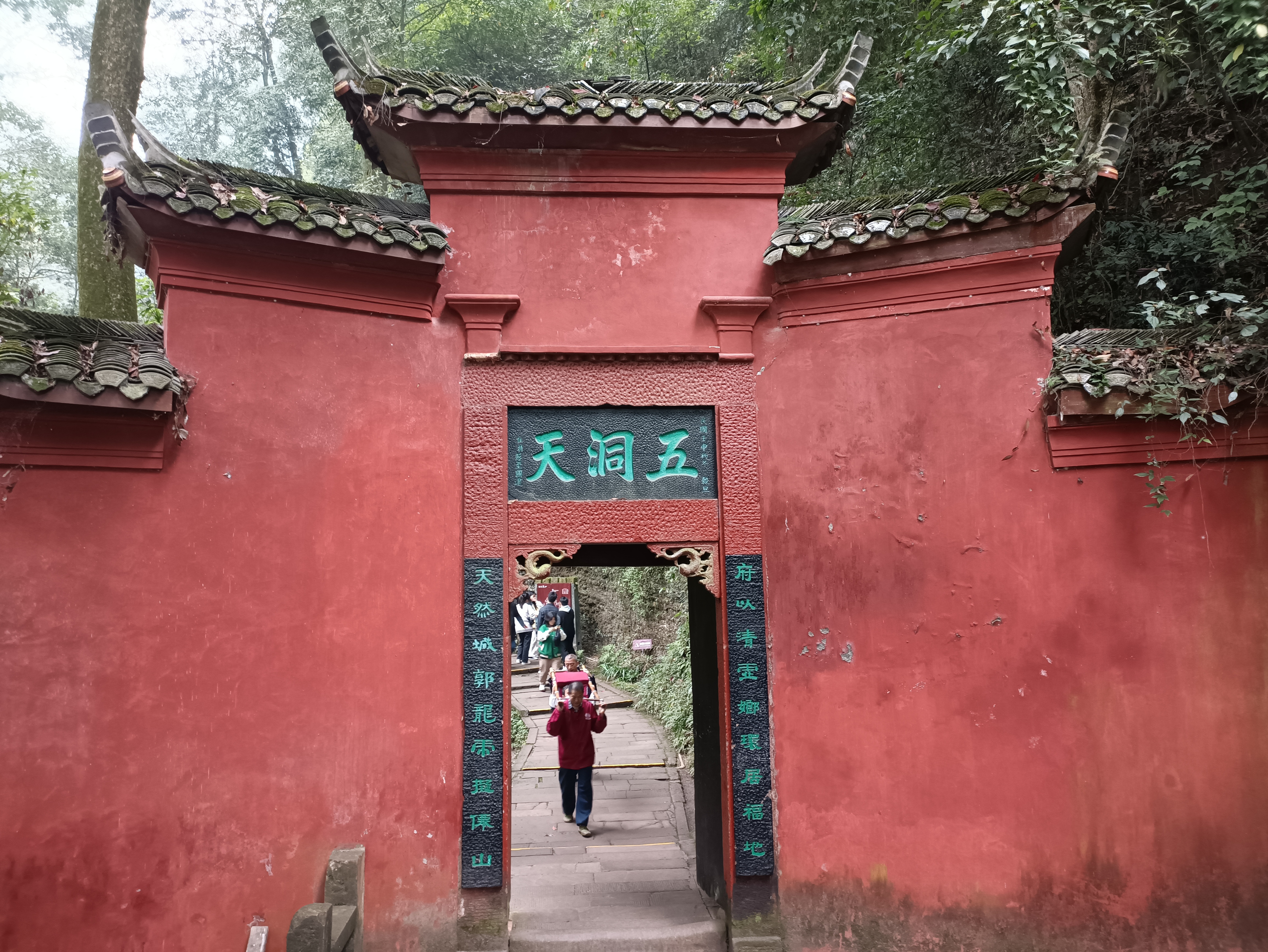
五洞天牌楼
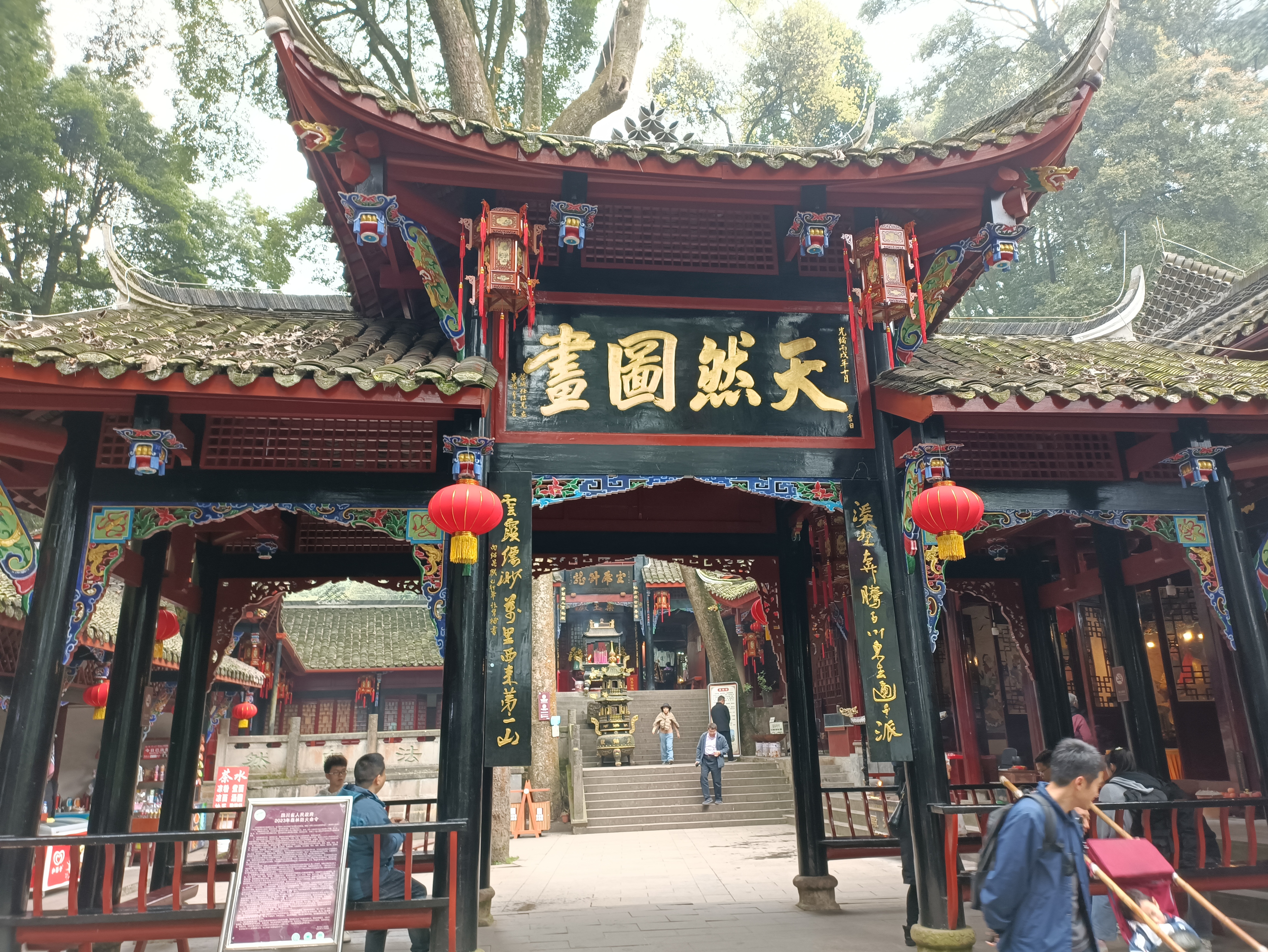
天然图画坊
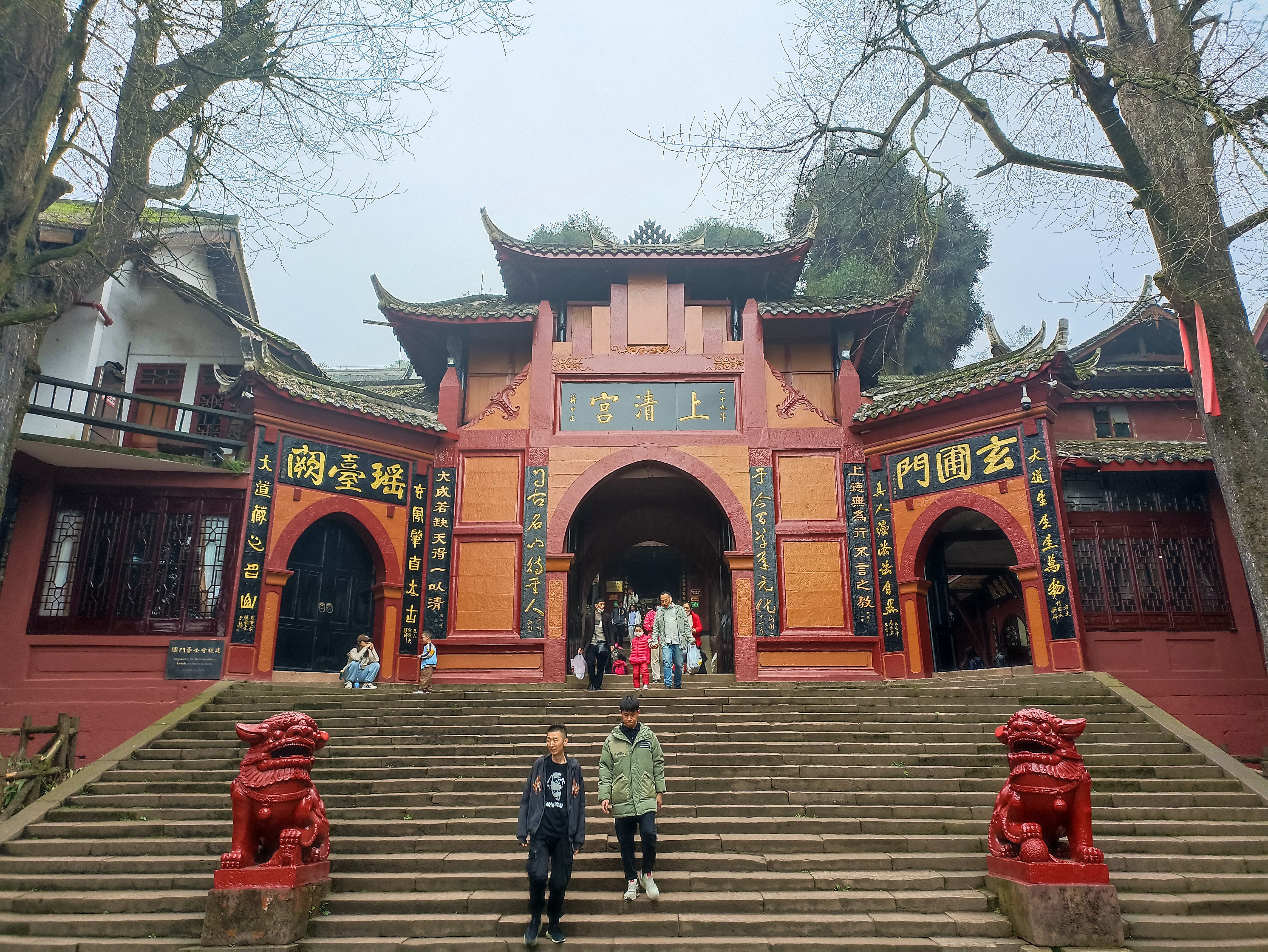
上清宫山门
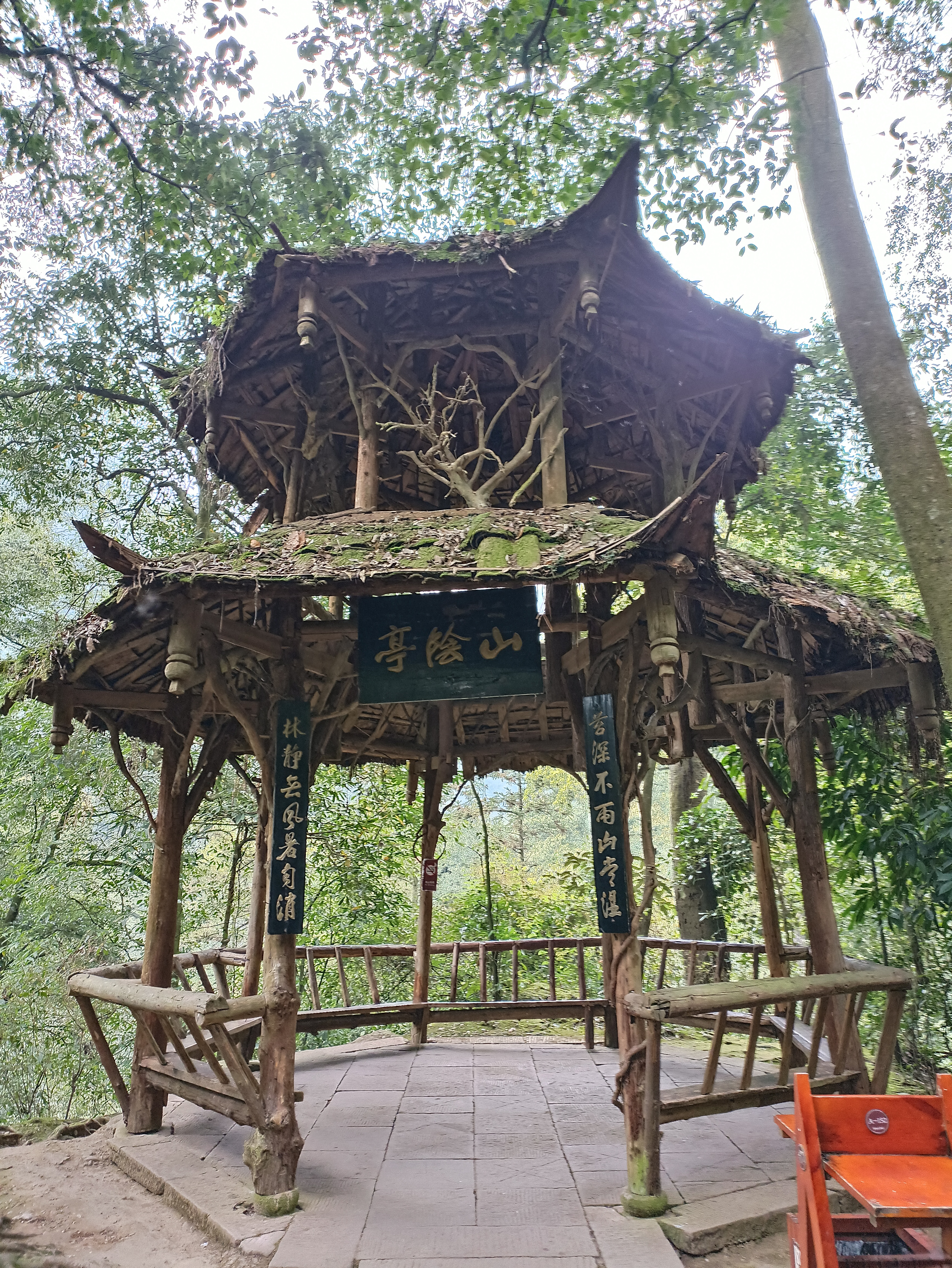
山荫亭
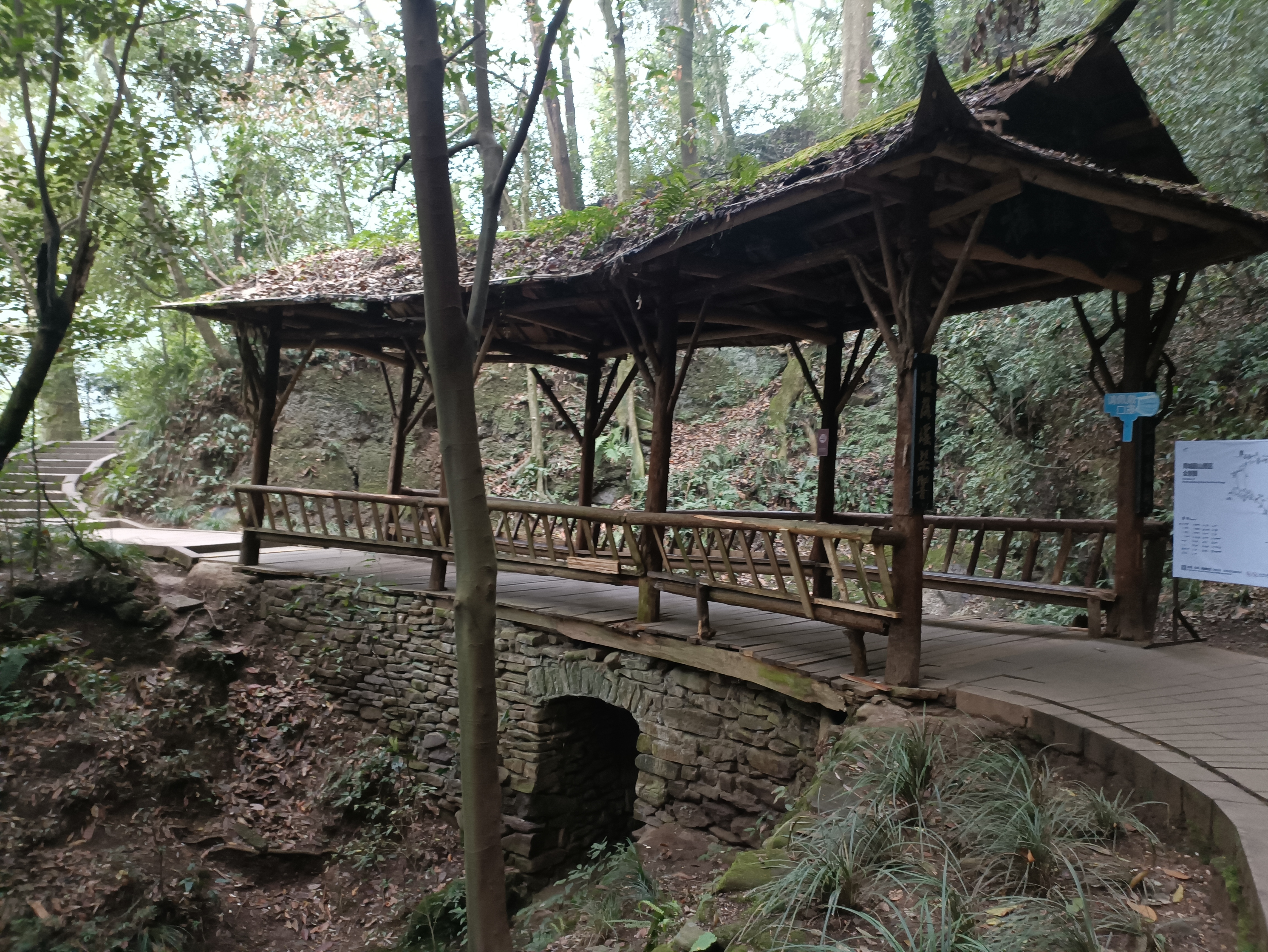
凝翠桥
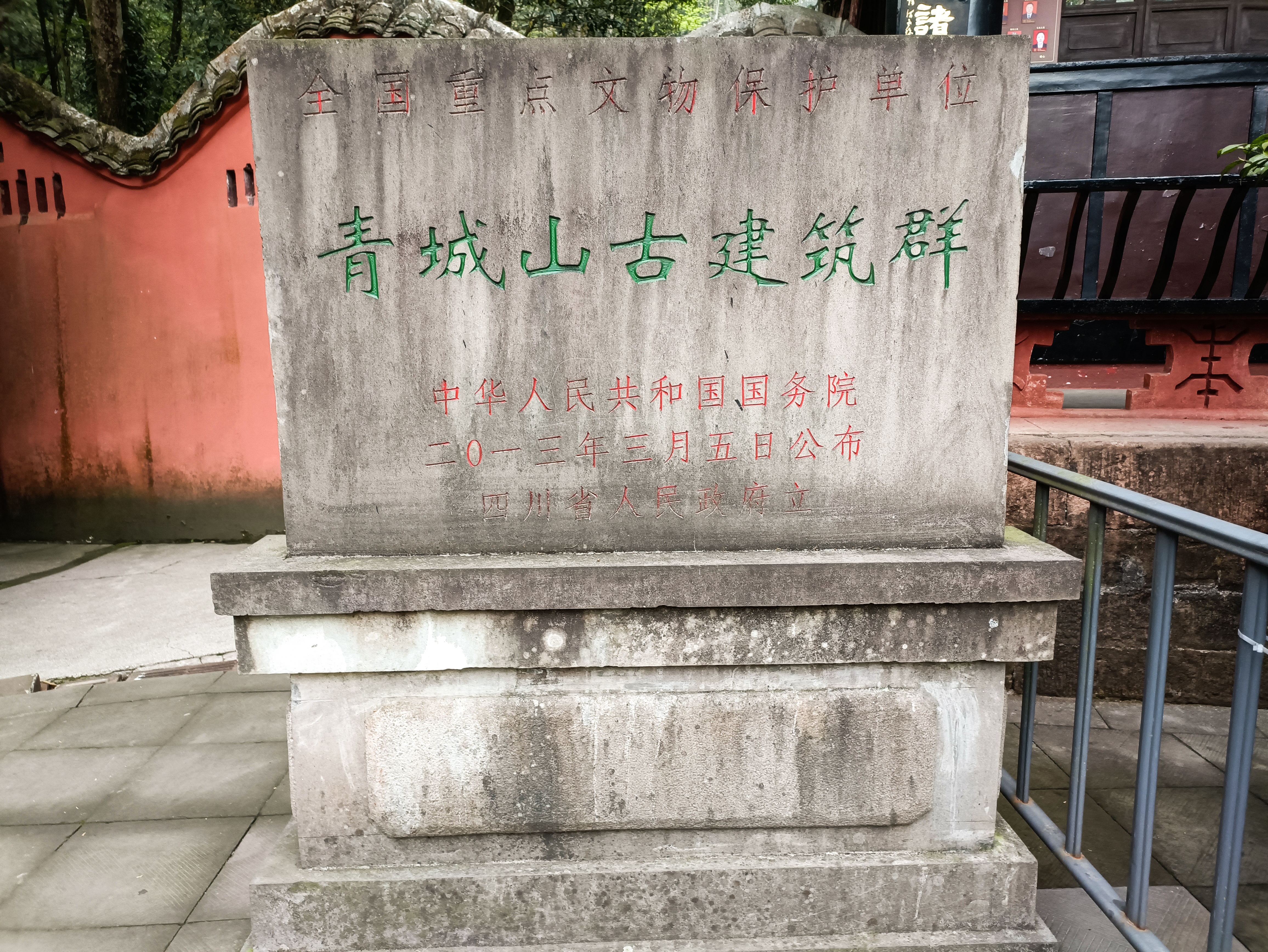
国保碑
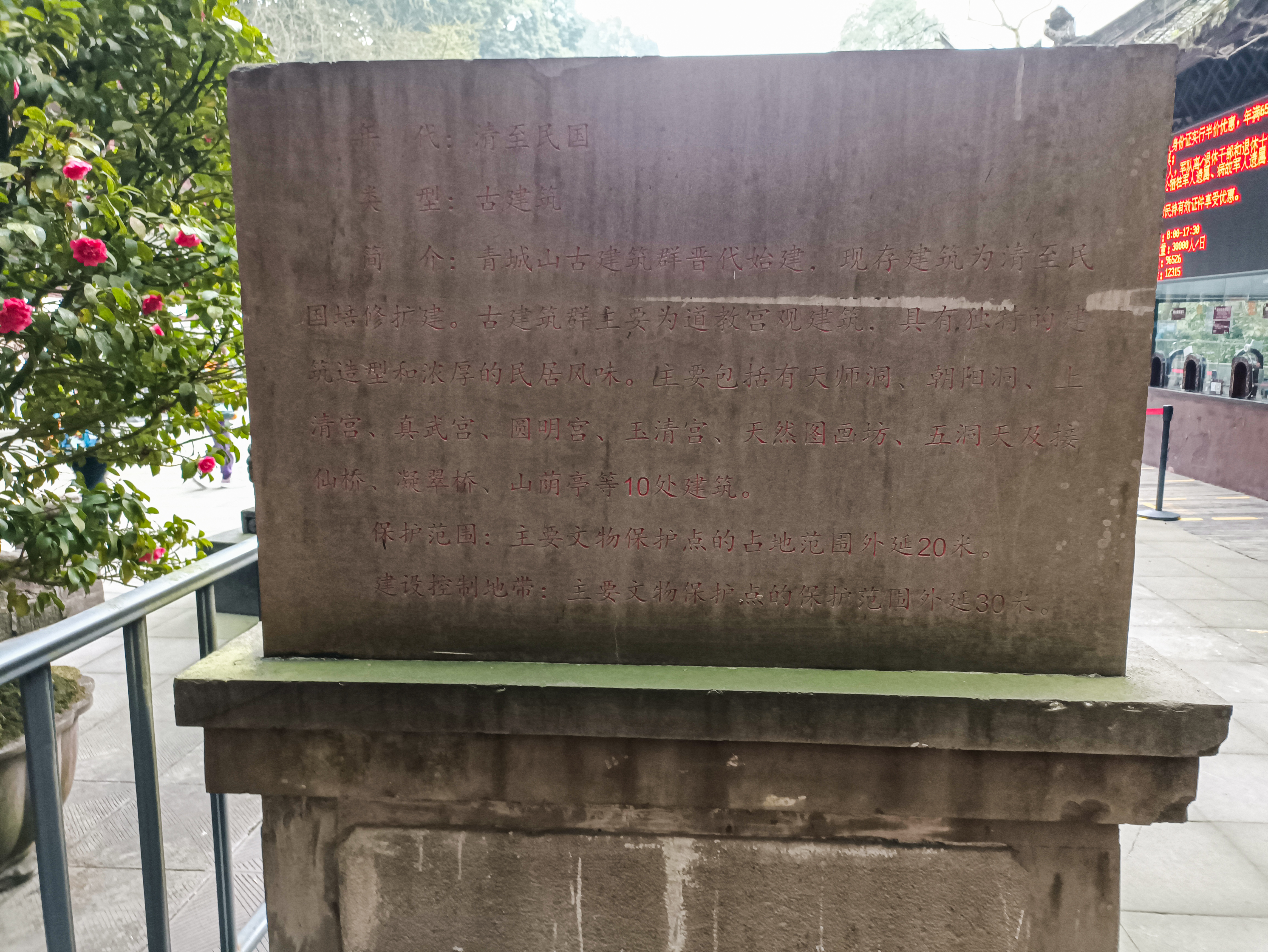
国保碑简介